# Hitoshi Nakata (futbolista)
Hitoshi Nakata (中田 仁司 Nakata Hitoshi?, nacido el 17 de enero de 1962 en Osaka) es un exfutbolista y actual entrenador japonés que se desempeñaba como centrocampista.

## Clubes

### Como futbolista
| Club                  | País  | Año         |
| --------------------- | ----- | ----------- |
| Fujita industries     | Japón | 1984 - 1991 |
| Otsuka Pharmaceutical | Japón | 1991 - 1993 |

### Como entrenador
| Club                 | País  | Año         |
| -------------------- | ----- | ----------- |
| Nagoya Grampus Eight | Japón | 2005        |
| Yokohama FC          | Japón | 2015        |
| Yokohama FC          | Japón | 2016 - 2017 |